# Urbana, Iowa
Urbana är en ort i Benton County i Iowa. Vid 2010 års folkräkning hade Urbana 1 458 invånare.